# Ndogjamen
Ndogjamen ou Ndokjamen est un village du département du Nkam au Cameroun. Situé dans l'arrondissement de Yabassi, il est localisé sur la route qui relie Yabassi à Loum, à 10 km de Yabassi. 

## Population et environnement
En 1967, le village de Ndogjamen avait 146 habitants, essentiellement des Bassa. La population de Ndogjamen était de 70 habitants dont 34 hommes et 36 femmes, lors du recensement de 2005. 